# Smaki lipca
Smaki lipca (ang. Feast of July) – brytyjsko-amerykański melodramat z gatunku kryminał z 1995 roku w reżyserii Christophera Menaula. Wyprodukowany przez wytwórnię Buena Vista Pictures.
Premiera filmu odbyła się 13 października 1995 w Wielkiej Brytanii. Zdjęcia do filmu zrealizowano w Dudley i Ironbridge w Anglii.

## Opis fabuły
Akcja filmu rozgrywa się w Anglii w XIX wieku. Isabella Ford (Embeth Davidtz) w drodze rodzi martwe dziecko. Przybywa do Addisford, gdzie szuka ukochanego, Archa Wilsona (Greg Wise). Zamieszkuje z rodziną poznanego tu latarnika Bena Wainwrighta (Tom Bell). Jego trzej synowie rywalizują o względy kobiety. Ona tymczasem odkrywa, że Arch jest żonaty i ma dziecko. Zdruzgotana postanawia wyjechać. Zakochany w niej Con (Ben Chaplin) podejmuje desperacką próbę jej zatrzymania. Ma to tragiczne konsekwencje.

## Obsada
Źródło: Filmweb
- Ben Chaplin jako Con Wainwright
- Embeth Davidtz jako Isabella Ford
- Gemma Jones jako pani Wainwright
- Kenneth Anderson jako Matty Wainwright
- Tom Bell jako Ben Wainwright
- Greg Wise jako Arch Wilson
- James Purefoy jako Jedd Wainwright
- Daphne Neville jako pani Mitchell
- Charles De'Ath jako Billy Swaine
- David Neal jako Mitchy Mitchell